# میوه اژدها

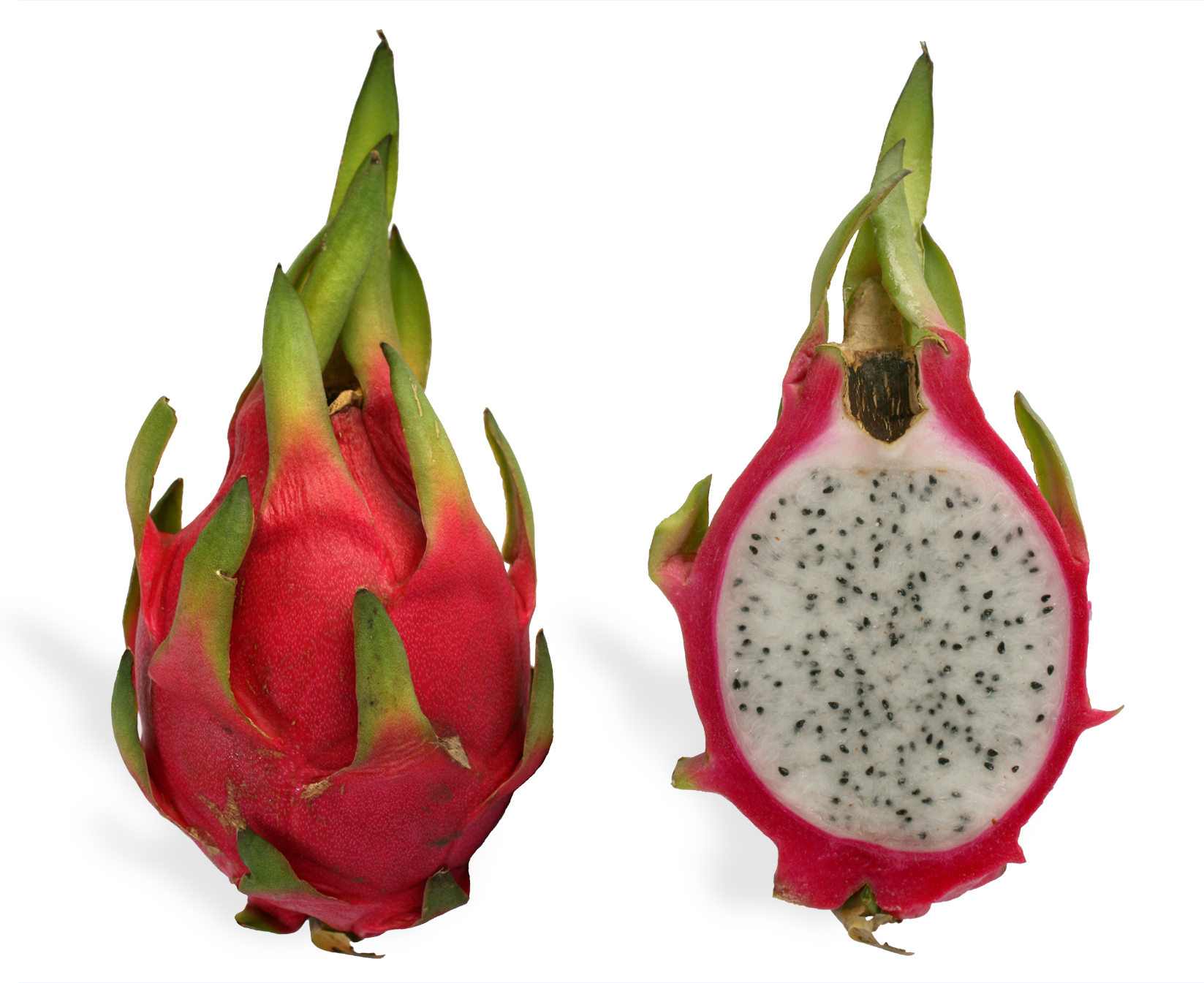
حالت برش خورده و کامل

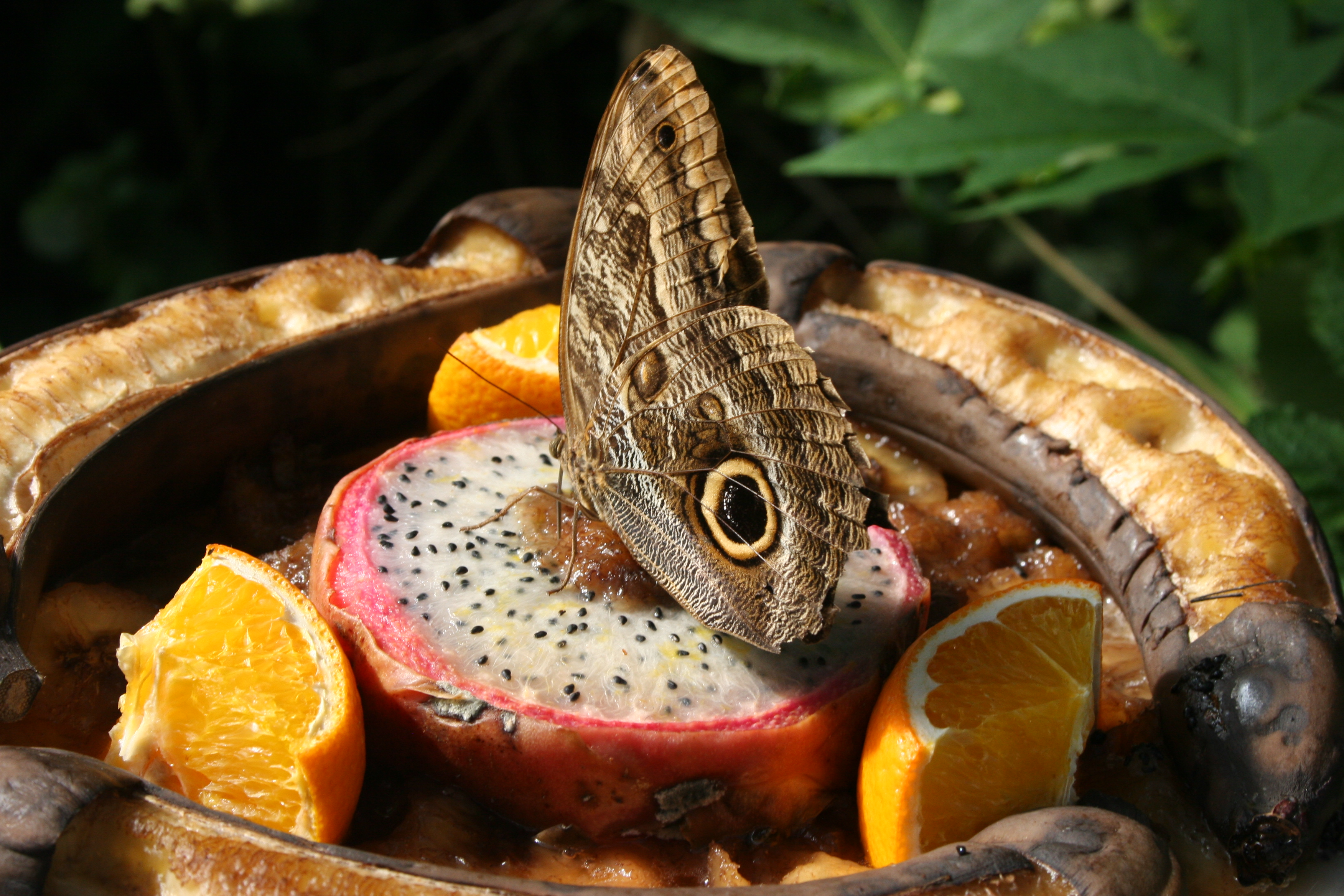
میوهٔ اژدها، از غذاهای مورد علاقه پروانه‌های عانتولاک است.

میوه اژدها (دیگر نام‌ها: پیتایا، پیتاهایا، هو لونگ گو، گلابی دراگون، نانتیکافروت، یا تان لانگ) به میوه چند نوع کاکتوس گفته می‌شود. این میوه بومی مکزیک و آمریکای مرکزی و جنوبی است و نیز در کشورهای آسیای جنوب شرقی همچون ویتنام، تایوان، جنوب چین، جزیره اوکیناوا (ژاپن)، فیلیپین و مالزی هم کشت می‌شود. میوه اژدها تنها در شب شکوفه می‌کند، شکوفه‌های آن بزرگ و سفید هستند و معمولاً «گل شب» یا «ملکه شب» نامیده می‌شوند.

## ویژگی
درختی که این میوه از آن به وجود می‌آید پیتایا نام دارد که ۳۰ تا ۵۰ روز بعد از شکوفه دادن میوه می‌دهد و در بعضی حالات ۵ تا ۶ بار در سال میوه می‌دهد. این میوه در پنج رنگ وجود دارد که بسیار آبدار هستند و هر رنگ طعم و مزه مخصوص به خود را دارد. دانه‌های درون این میوه مانند سیاه دانه هستند و از کاشت و پرورش آن‌ها می‌توان درخت جدیدی به وجود آورد.
از میوه این درخت مربا و شربت هم درست می‌کنند و شربت درست شده از این میوه دراگونیتی نام دارد.
این میوه در صورت خراب شدن همانند موز و سایر میوه‌های گرمسیری ابتدا لکه‌های قهوه‌ای پیدا کرده و سپس سیاه می‌شود.

### رنگ‌های میوه
این میوه در ۶ رنگ وجود دارد:
1. رنگ میوه سفید با پوسته قرمز
2. رنگ میوه قرمز با پوسته قرمز
3. رنگ میوه سفید با پوسته زرد (کمیاب)
4. رنگ میوه صورتی با پوست قرمز
5. رنگ میوه سفید با پوست صورتی
6. رنگ میوه قهوه‌ای با پوست سفید (بسیار کمیاب)

## خواص درمانی
میوه اژدها دارای انواع ویتامینها است و در جلوگیری از سرطان روده بزرگ و دیابت مؤثر است. همچنین سرشار از املاح معدنی است که باعث کاهش کلسترول و تنظیم فشار خون می‌شود. مصرف دائم آن می‌تواند آسم و سرفه‌های شدید را بهبود دهد و دارای آنتی‌اکسیدان قابل توجهی است.

## نگارخانه

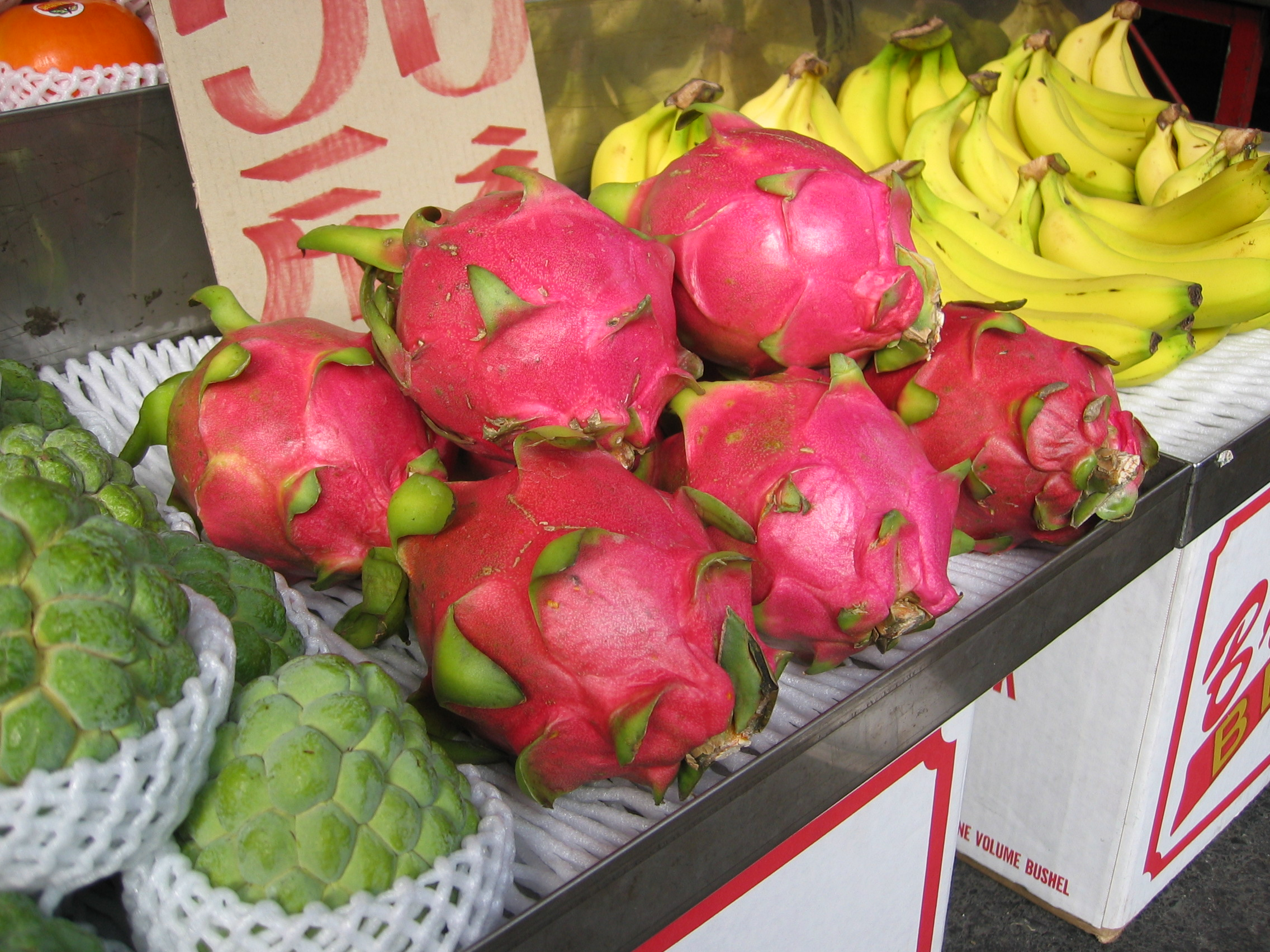
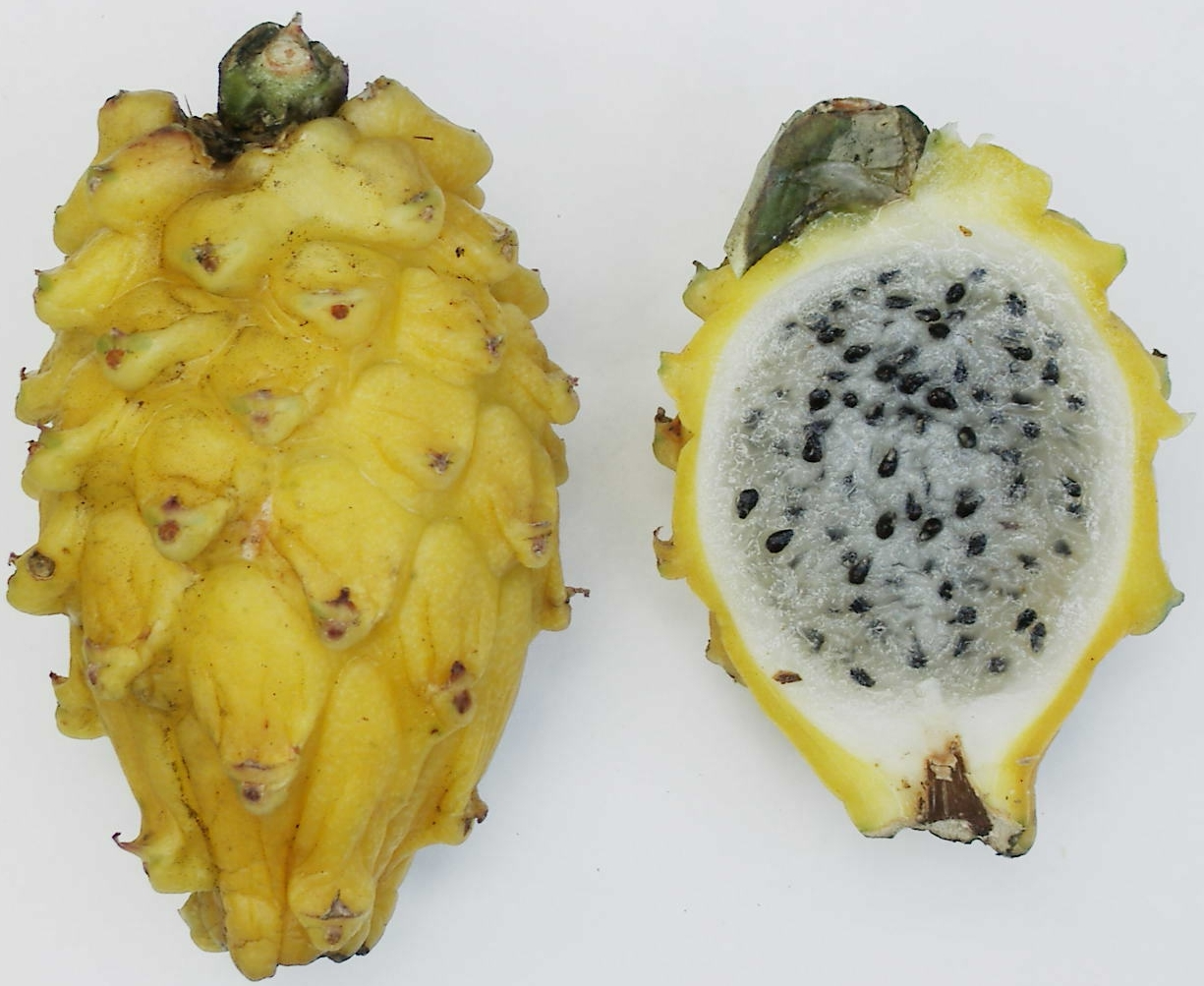
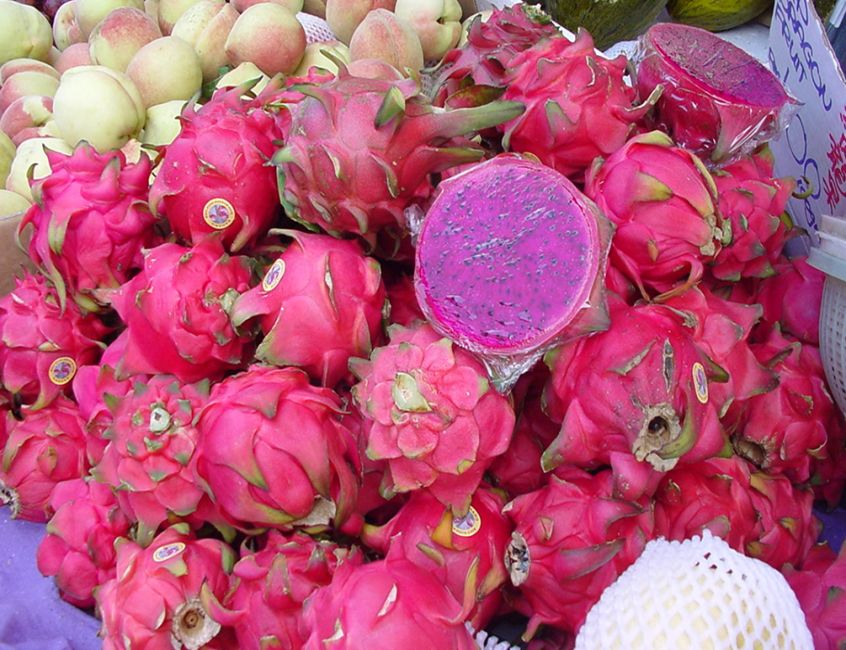
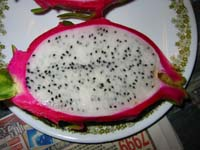
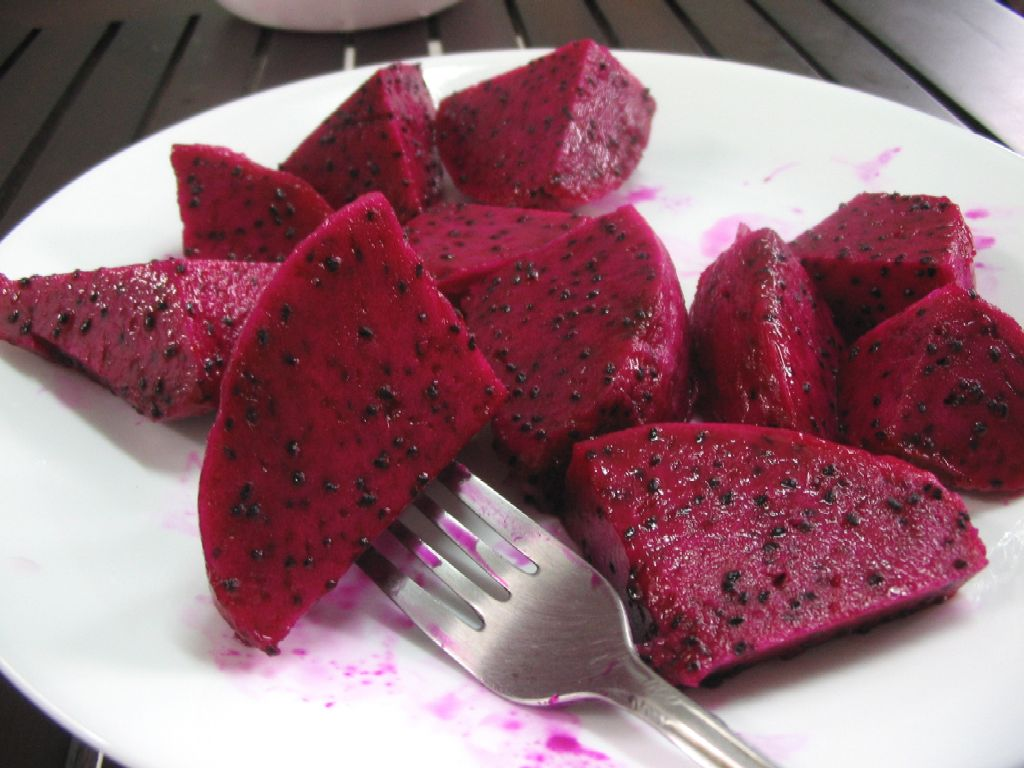